# 菲律宾国家博物馆
菲律宾国家博物馆是一個轄屬菲律賓政府的政府機構，負責監督菲律賓的一些國家博物館，包括民族志、人類學、考古學和視覺藝術收藏品。自1998年以來，國家博物館一直是菲律賓政府的監管和執法機構，負責保護和修復菲律賓各地的重要文化財產、歷史遺址和保護區。
國家博物館經營國家美術博物館、國家人類學博物館和國家自然歷史博物館，三者均位於馬尼拉的國家博物館大樓內。该建筑群毗邻黎刹公园，靠近马尼拉的王城区，馆内藏有胡安·盧納·德·聖佩德羅的名画 《鬥獸場的地下室》。
該博物館還在全國各地設立分館。包括武端國家博物館（武端市）、宿務國家博物館（宿霧市）、西米沙鄢國家博物館（伊洛伊洛市）、三寶顏國家博物館（三寶顏市）和西米沙鄢國家博物館地區辦事處（伊洛伊洛市）等。

## 歷史
國家博物館的前身是由菲律賓委員會於1901年創建的公共教育部下屬的島嶼民族學、自然歷史和商業博物館。1903年，博物後被轉移到內政部更名為民族調查局。並負責菲律賓參加1904年路易斯安那採購博覽會。博覽會結束後，民族調查局被廢除，並更名為菲律賓博物館。
1933 年，當菲律賓立法機關劃分博物館時，博物館單位的結構再次發生變化。博物館的美術和歷史部遷至國家圖書館單位。它的民族學部門遷至科學局單位。最後的人類學部門，包括考古學、民族志和體質人類學，以及科學局自然歷史的部門被組織成一個國家歷史博物館。並在1939年，這被轉移到農業和商業部長辦公室。
二戰期間，由於日本對菲律賓的佔領使上屬單位重新歸入菲律賓國家博物館，但在馬尼拉解放期間，舊立法大樓被美國大砲摧毀，導致博物館失去了大部分藏品。立法大樓通過美國資金立即恢復，使博物館恢復營運。
博物館在文化發展中的作用被認為有助於政府實現國家發展的願望。1966年，費迪南德·馬科斯總統簽署了第4846號共和國法或文化財產和保護法。指定博物館為保護和保存國家文化財產的機構，通過對此類財產進行普查、研究和申報以及對歷史或考古遺址的考古探索、挖掘或挖掘進行監督和管理。
2019年，國家博物館的權力藉由11333號共和國法案進一步擴大，該法案由罗德里戈·杜特尔特總統簽署，博物館機構的正式名稱從國家博物館延長為菲律賓國家博物館。也被歸類為附屬於政府的信託，僅出於預算原因保持一定程度的獨立性和自主權。還被授權在該國的每個行政區域建立區域博物館。
- 菲律宾人民博物馆
- Model of an Ifugao House.

## 外部連結
- 官方网站